# 1927年のNFL
1927年のNFLは、NFLの8年目のシーズンである。
前年のAFLⅠとの競争により、リーグ全体が財政的に疲弊したため、財政基盤が弱いチームをリーグから脱退させることが決定され、リーグ所属チームは22から12に減少した。NFL創立の基礎となったオハイオ・リーグのチームがデイトン・トライアングルスを除き、脱退することになったので、リーグの中心地は、創立地の中西部から東海岸へと移った。また、この年のシーズンでは5人のアフリカ系アメリカ人の選手がプレーをした（翌年はプレーしていない）。
ニューヨーク・ジャイアンツが11勝1敗1分で、NFLチャンピオンに輝いた。

## 順位表
| チーム                               | 勝 | 敗 | 分 | 率   | 得点 | 失点 | 連勝敗 |
| ------------------------------------ | -- | -- | -- | ---- | ---- | ---- | ------ |
| ニューヨーク・ジャイアンツ           | 11 | 1  | 1  | .917 | 197  | 20   | W-9    |
| グリーンベイ・パッカーズ             | 7  | 2  | 1  | .778 | 113  | 43   | W-1    |
| シカゴ・ベアーズ                     | 9  | 3  | 2  | .750 | 149  | 98   | W-2    |
| クリーブランド・ブルドッグス         | 8  | 4  | 1  | .667 | 209  | 107  | W-5    |
| プロビデンス・スチームローラー       | 8  | 5  | 1  | .615 | 105  | 88   | W-3    |
| ニューヨーク・ヤンキース             | 7  | 8  | 1  | .467 | 142  | 174  | L-4    |
| フランクフォード・イエロージャケッツ | 6  | 9  | 3  | .400 | 152  | 166  | L-1    |
| ポッツビル・マルーンズ               | 5  | 8  | 0  | .385 | 80   | 163  | L-1    |
| シカゴ・カージナルス                 | 3  | 7  | 1  | .300 | 69   | 134  | L-1    |
| デイトン・トライアングルス           | 1  | 6  | 1  | .143 | 15   | 57   | L-4    |
| ダルース・エスキモーズ               | 1  | 8  | 0  | .111 | 68   | 134  | L-7    |
| バッファロー・バイソンズ             | 0  | 5  | 0  | .000 | 8    | 123  | L-5    |